# Stylops multiplicatae
Stylops multiplicatae är en insektsart som beskrevs av Pierce 1909. Stylops multiplicatae ingår i släktet Stylops och familjen stekelvridvingar. Inga underarter finns listade i Catalogue of Life.